# Соболєв Леонід Миколайович
Леонід Миколайович Соболєв (9 червня 1844, Мещовський повіт, Калузька губернія, Російська імперія — 13 жовтня 1913, Торопецький повіт, Псковська губернія, Російська імперія) — російський генерал, учасник Російсько-турецької війни 1877—1878 років, 6-й прем'єр-міністр Болгарії.

## Біографія
Народився 1844 року в селі Капцев, Мещовського повіту Калузької губернії. Його батько, полковник Соболєв, був учасником Першої балканської війни, отримав орден Святого Георгія за взяття Варни, а дід був сподвижником Суворова під час взяття Очакова.
Леонід Соболєв навчався у 1-му Кадетському корпусі та Михайлівському артилерійському училищі, з останнього випустився 23 травня 1864 року та був відряджений до 7-ї кінно-артилерійської бригади; 1868 року закінчив курс в Миколаївській академії Генерального штабу та був відряджений до штабу військ Сирдар'їнської області в Туркестані. 1871 року за відзнаки в Шахрісабзькій експедиції отримав звання підполковника. Під час перебування в Туркестані він написав дослідницьку працю про Зарафшанський округ Сирдар'їнської області. Цю працю було відзначено Російським географічним товариством.
У 1877—1878 роках перебував у лавах чинної армії на Балканському півострові, перебував у розпорядженні генерал-ад'ютанта Радецького, брав участь у битвах Плевною, під Шипкою. 31 січня 1878 року був нагороджений орденом Святого Георгія 4-го ступеня.
За турецьку кампанію також був нагороджений золотою шаблею з написом «За хоробрість» (1877) та орденами святої Анни 2-го ступеня з мечами (1878) та святого Володимира 3-го ступеня з мечами (1879). 1881 року був нагороджений орденом святого Станіслава 1-го ступеня.

### Прем'єр-міністр Болгарії
30 серпня 1880 року отримав звання генерал-майора. 1882 року болгарський князь Олександр Баттенберг звернувся до російського уряду з проханням підтримки шляхом призначення на вищі посади в Болгарії кількох російських військовиків, оскільки його становище в країні сильно похитнулось через здійснений ним державний переворот 1881 року. Прохання було виконано: міністром-президентом (головою Ради міністрів) і міністром внутрішніх справ було призначено генерала Соболєва, військовим міністром — барона Олександра Каульбарса, міністром громадських робіт — князя Михайла Хілкова. Решту портфелів Соболєв розподілив між болгарами консервативної партії за вказівкою князя.
Соболєв підписав складений консервативною партією новий закон про вибори, який скасовував загальне голосування, й допустив тиск на виборах, що відбулись восени 1882 року на підставі цього закону. Проте, дуже швидко з'ясувалось, що Соболєв не бажає сприяти консерваторам; він прагнув вивчити настрої різних груп у країні, надав значної свободи друку, повернув із заслання Драгана Цанкова та зблизився з багатьма членами його партії. Стоїлов та інші міністри були цим украй невдоволені. Їхні сутички із Соболєвим відбувались за питанням щодо бюджету, оскільки міністри надзвичайно щедро витрачали кошти, а Соболєв відверто прагнув до економії. Він бажав, щоб уряд залишив за собою будівництво залізниць, натомість болгарські міністри наполягали на концесіях, що були надзвичайно збитковими для країни. Соболєв наполягав на збереженні жандармерії, яку, як підпорядковану військовому міністру, тобто Каульбарсу, структуру, Стоїлов та його друзі бажали знищити. З питань бюджету й залізниць князь був на боці своїх консервативних міністрів, але з питання жандармерії він діяв у згоді з Соболєвим. Відставка кабінету стала неминучою. 3 березня 1883 року Соболєв сформував новий кабінет, до складу якого, окрім Каульбарса й Хілкова, увійшло кілька помірковано-ліберальних болгар: Кіріак Цанков (племінник Драґана Цанкова), Тодор Стоянов Бурмов, Димитр Агура й інші.
До того часу у Соболєва склалось досить певне переконання, що державний переворот 1881 року було здійснено князем Олександром та групою Стоїлова винятково в корисливих інтересах, що генерал Ернрот, який сприяв цьому перевороту, припустився помилки та що відновлення Тирновської конституції й законного порядку взагалі було б в інтересах як Болгарії, так і Росії. Цим переконанням відповідала й політика Соболєва. Вона загострила його стосунки з князем. У травні 1883 року Олександр Баттенберг у Москві, куди він приїхав на коронацію, попрохав російський уряд про відкликання Соболєва та Каульбарса, але отримав категоричну відмову. Соболєв також прибув до Москви, де зустрівся з імператором.
6 вересня князь особливим маніфестом відновив Тирновську конституцію. Того ж дня Соболєв і Каульбарс, вважаючи свою місію завершеною чи вбачаючи неможливість керувати країною спільно з князем Олександром, подали у відставку, яку й було прийнято. Соболєв повернувся до Росії, де спочатку командував 1-ю бригадою 37-ї піхотної дивізії, потім був начальником штабу Московського військового округу.

### Подальша кар'єра
На початку російсько-японської війни Соболєв був призначений на посаду командувача 6-го сибірського корпусу та брав участь у боях при Шахе й Мукдене. Після відступу в Телін він виконував посаду командувача 2-ю маньчжурською армією. За маньчжурську кампанію його було нагороджено діамантовою шаблею, а 26 березня 1905 року орденом Святого Олександра Невського з алмазними знаками.

### Літературна діяльність
Після повернення з війни вийшов у відставку. Жорстко дискутував із генералом Куропаткіним, який звинувачував у власних невдачах генералів, які його оточували. Його містка праця «Куропаткін і генерали» стала свого роду відповіддю на доповідну записку Куропаткіна про війну. Книга Соболєва вийшла після дуелі між двома генералами, яка не відбулась (через відсутність дозволу).
1886 року Соболєв опублікував у «Русской старине» дуже цікаві матеріали: «К новейшей истории Болгарии». Ці матеріали спричинили надруковане також у «Русской Старине» 1886 року листування між генералами Ернротом і Соболєвим.
З численних друкованих праць Соболева слід відзначити: «Географические и статистические сведении о Зеравшанском округе» (СПб., 1874); «Страница из истории восточного вопроса. Англо-Афганская распря» (4 т., СПб., 1880—85); «Материалы по изучению Болгарии» (під редедакцією Соболєва, 4 вип., Бухарест, 1877); а також роман «Государственные преступники» (під псевдонімом Р. Скіф), в якому він змалював революційні потрясіння 1905—1906 років. Останніми його друкованими працями були брошури «Поход русских в Индию» та «Раздел России». Останню було написано у відповідь відомому угорському магнату й другу австрійського спадкоємця престолу Ніколає Семері, який запропонував напередодні Балканської війни спільний австро-турецький похід проти Росії. Майже все життя Соболєв вів щоденник, уривки з якого були опубліковані до революції 1917 року в «Русской старине» та «Историческом вестнике».
Леонід Миколайович Соболєв помер 13 жовтня 1913 року в селі Знаменському Псковської губернії. Причина смерті — крововилив у мозок.